# Васірук Михайло Степанович
Михайло Степанович Васіру́к (нар. 20 листопада 1951, м. Кременець, Тернопільська область) — український тренер з легкої атлетики, педагог, спортивний діяч. Заслужений тренер України (2007).

## Життєпис
Народився 20 листопада 1951 року в м. Кременець (Тернопільська область, нині у складі України).
Закінчив факультет фізичного виховання Тернопільського педагогічного інституту (нині — Тернопільський національний педагогічний університет імені Володимира Гнатюка); за одними даними, у 1973 році, за іншими — у 1977.
З 1975 року працював викладачем Тернопільської ДЮСШ «Колос». Працював у спортивному клубі в м. Спліт (Хорватія), де створив дитячу спортивну школу. Президент дитячого клубу «Кенгуру».
Від 1999 року (за іншими даними від 2000-го) — викладач кафедри легкої атлетики факультету фізичного виховання ТНПУ. Пізніше — асистент кафедри теорії і методики олімпійського та професійного спорту цього ж вишу.
Тренував бронзових призерів юніорських чемпіонатів Європи Н. Шимон та Д. Мишка, чемпіонів світу Бланку Влашич (Хорватія, стрибки у висоту) і М. Сеника (серед спортсменів із порушенням опорно-рухового апарату). Підготував трьох майстрів спорту України з легкої атлетики, зокрема, члена збірної України Сергія Крука.
У 2007 та 2014 році відзначений як один з найкращих тренерів-легкоатлетів Тернопільської області.